# Сергеевка (Стерлибашевский район)
Сергеевка (баш. Сергеевка) — хутор в Стерлибашевском районе Республики Башкортостан Российской Федерации. Входит в состав Кундрякского сельсовета. 

## География

### Географическое положение
Хутор расположен на реке Сухой Кундряк.
Расстояние до:
- районного центра (Стерлибашево): 20 км,
- центра сельсовета (Кундряк): 10 км,
- ближайшей ж/д станции (Стерлитамак): 69 км.

## Население
| 2002 | 2009 | 2010 |
| ---- | ---- | ---- |
| 44   | ↘37  | ↘33  |

Согласно переписи 2002 года, преобладающая национальность — башкиры (84 %).